# Flavio Chigi (1810-1885)
Flavio Chigi (Roma, 31 maggio 1810 – Roma, 15 febbraio 1885) è stato un cardinale e arcivescovo cattolico italiano.

## Biografia
Figlio di Agostino Chigi e di Amalia Carlotta Barberini Colonna di Sciarra, Flavio Chigi apparteneva alla nobile famiglia romana originaria di Siena dei Chigi, che annoverava tra i propri illustri antenati anche un papa, Alessandro VII, e diversi cardinali come due suoi omonimi Flavio Chigi (1631-1693), Flavio Chigi (1711-1771) e Sigismondo Chigi.
Studiò con precettori privati e successivamente studiò teologia presso i gesuiti a Tivoli.
Dapprima avviato alla carriera militare, venne inquadrato nella Guardia nobile pontificia sino al 1848 per poi venire ordinato sacerdote il 17 dicembre 1853 e divenne canonico della Basilica di San Pietro in Vaticano, acquisendo il titolo di cameriere segreto di Sua Santità.
Il 19 giugno 1856 fu nominato arcivescovo titolare di Mira; ricevette la consacrazione episcopale il 6 luglio dello stesso anno da papa Pio IX nella Cappella Paolina del Palazzo del Quirinale a Roma, assistito da Alessandro Macioti, arcivescovo titolare di Colossi, assessore della Suprema Sacra Congregazione del Sant'Uffizio, e da Giuseppe Palermo, O.S.A., vescovo titolare di Porfireone, sacrestano papale. Nella medesima cerimonia vennero consacrati anche due futuri cardinali, Alessandro Franchi e Salvatore Nobili Vitelleschi.
Dal 1856 al 1861 fu nunzio apostolico per la Baviera e dal 1861 al 1873 fu nunzio apostolico per la Francia. Nel medesimo anno, il 12 novembre, divenne assistente al Soglio Pontificio.
Durante il periodo della sua nunziatura in Baviera ebbe anche l'incarico di amministrare il vicariato apostolico di Anhalt; fu lui ad organizzare il territorio del piccolo vicariato apostolico in quattro parrocchie.
Papa Pio IX lo elevò al rango di cardinale nel concistoro del 22 dicembre 1873 e il 15 giugno 1874 ricevette il titolo di Santa Maria del Popolo. Divenne Gran priore di Roma del Sovrano Militare Ordine di San Giovanni di Gerusalemme dal 21 dicembre 1876 e poco dopo fu fondata a Roma, anche grazie a lui, l'associazione dei cavalieri italiani del Sovrano Militare Ordine di Malta di cui fu primo presidente, dal 1877 al 1914, suo nipote Mario Chigi Albani della Rovere, VII principe di Farnese; nel medesimo periodo divenne arciprete della Basilica di San Giovanni in Laterano. Prese parte al conclave del 1878 che elesse papa Leone XIII e nel 1881 divenne camerlengo del Sacro Collegio dal 13 maggio 1881 al 27 marzo 1882. Segretario dei Memoriali dal 10 novembre 1881, divenne segretario dei Brevi Apostolici il 24 marzo 1884 e poi gran cancelliere degli Ordini Equestri Pontifici.
Morì a Roma il 15 febbraio 1885 e venne esposto nella sua chiesa titolare di Santa Maria del Popolo nella capitale. La sua salma venne temporaneamente sepolta nel Cimitero del Verano, sepoltura che poi divenne definitiva.

## Genealogia episcopale e successione apostolica
La genealogia episcopale è:
- Cardinale Scipione Rebiba
- Cardinale Giulio Antonio Santori
- Cardinale Girolamo Bernerio, O.P.
- Arcivescovo Galeazzo Sanvitale
- Cardinale Ludovico Ludovisi
- Cardinale Luigi Caetani
- Cardinale Ulderico Carpegna
- Cardinale Paluzzo Paluzzi Altieri degli Albertoni
- Papa Benedetto XIII
- Papa Benedetto XIV
- Cardinale Enrico Enriquez
- Arcivescovo Manuel Quintano Bonifaz
- Cardinale Buenaventura Córdoba Espinosa de la Cerda
- Cardinale Giuseppe Maria Doria Pamphilj
- Papa Pio VIII
- Papa Pio IX
- Cardinale Flavio Chigi

La successione apostolica è:
- Vescovo Ignatius von Senestrey (1858)
- Vescovo Antoine Boutonnet (1862)
- Vescovo Neale MacCabe, C.M. (1868)
- Cardinale Camillo Siciliano di Rende (1878)
- Cardinale Fulco Luigi Ruffo-Scilla (1878)
- Vescovo Sigismondo Brandolini Rota (1879)
- Cardinale Włodzimierz Czacki (1879)
- Vescovo Lodovico Caracciolo di Castagneta (1883)

## Albero genealogico
|                                                              |                                                            |                                                           | Genitori                                       |  |  | Nonni |  |  | Bisnonni                                                |  |  | Trisnonni                                |  |
|                                                              |                                                            |                                                           |                                                |  |  |       |  |  | Agostino Chigi della Rovere, III principe di Campagnano |  |  | Augusto Chigi, II principe di Campagnano |  |
|                                                              |                                                            |                                                           |                                                |  |  |       |  |  | Agostino Chigi della Rovere, III principe di Campagnano |  |  | Augusto Chigi, II principe di Campagnano |  |
|                                                              |                                                            | Eleonora Rospigliosi                                      |                                                |  |  |       |  |  | Agostino Chigi della Rovere, III principe di Campagnano |  |  |                                          |  |
| Sigismondo Chigi della Rovere, IV principe di Campagnano     |                                                            |                                                           |                                                |  |  |       |  |  | Agostino Chigi della Rovere, III principe di Campagnano |  |  |                                          |  |
|                                                              |                                                            | Maria Giulia Albani                                       | Carlo Albani, I principe di Soriano nel Cimino |  |  |       |  |  |                                                         |  |  |                                          |  |
|                                                              |                                                            | Maria Giulia Albani                                       | Carlo Albani, I principe di Soriano nel Cimino |  |  |       |  |  |                                                         |  |  |                                          |  |
|                                                              |                                                            | Maria Giulia Albani                                       | Teresa Virginia Borromeo Arese                 |  |  |       |  |  |                                                         |  |  |                                          |  |
| Agostino Chigi Albani della Rovere, V principe di Farnese    |                                                            | Maria Giulia Albani                                       |                                                |  |  |       |  |  |                                                         |  |  |                                          |  |
|                                                              |                                                            | Livio Odescalchi, II principe Odescalchi                  | Baldassarre Odescalchi, I principe Odescalchi  |  |  |       |  |  |                                                         |  |  |                                          |  |
|                                                              |                                                            | Livio Odescalchi, II principe Odescalchi                  | Baldassarre Odescalchi, I principe Odescalchi  |  |  |       |  |  |                                                         |  |  |                                          |  |
|                                                              |                                                            | Livio Odescalchi, II principe Odescalchi                  | Eleonora Maddalena Borghese                    |  |  |       |  |  |                                                         |  |  |                                          |  |
| Flaminia Odescalchi                                          |                                                            | Livio Odescalchi, II principe Odescalchi                  |                                                |  |  |       |  |  |                                                         |  |  |                                          |  |
|                                                              |                                                            | Maria Vittoria Corsini                                    | Filippo Corsini, II principe di Sismano        |  |  |       |  |  |                                                         |  |  |                                          |  |
|                                                              |                                                            | Maria Vittoria Corsini                                    | Filippo Corsini, II principe di Sismano        |  |  |       |  |  |                                                         |  |  |                                          |  |
|                                                              |                                                            | Maria Vittoria Corsini                                    | Ottavia Strozzi                                |  |  |       |  |  |                                                         |  |  |                                          |  |
| Flavio Chigi Albani della Rovere                             |                                                            | Maria Vittoria Corsini                                    |                                                |  |  |       |  |  |                                                         |  |  |                                          |  |
|                                                              | Giulio Cesare Colonna di Sciarra, V principe di Carbognano | Francesco Colonna di Sciarra, IV principe di Carbognano   |                                                |  |  |       |  |  |                                                         |  |  |                                          |  |
|                                                              | Giulio Cesare Colonna di Sciarra, V principe di Carbognano | Francesco Colonna di Sciarra, IV principe di Carbognano   |                                                |  |  |       |  |  |                                                         |  |  |                                          |  |
|                                                              | Giulio Cesare Colonna di Sciarra, V principe di Carbognano | Vittoria Salviati                                         |                                                |  |  |       |  |  |                                                         |  |  |                                          |  |
| Carlo Barberini Colonna di Sciarra, V principe di Palestrina | Giulio Cesare Colonna di Sciarra, V principe di Carbognano |                                                           |                                                |  |  |       |  |  |                                                         |  |  |                                          |  |
|                                                              |                                                            | Cornelia Costanza Barberini, IV principessa di Palestrina | Urbano Barberini, III principe di Palestrina   |  |  |       |  |  |                                                         |  |  |                                          |  |
|                                                              |                                                            | Cornelia Costanza Barberini, IV principessa di Palestrina | Urbano Barberini, III principe di Palestrina   |  |  |       |  |  |                                                         |  |  |                                          |  |
|                                                              |                                                            | Cornelia Costanza Barberini, IV principessa di Palestrina | Maria Teresa Boncompagni                       |  |  |       |  |  |                                                         |  |  |                                          |  |
| Amalia Carlotta Barberini Colonna di Sciarra                 |                                                            | Cornelia Costanza Barberini, IV principessa di Palestrina |                                                |  |  |       |  |  |                                                         |  |  |                                          |  |
|                                                              |                                                            | Renato III Borromeo Arese                                 | Giovanni Benedetto Borromeo Arese              |  |  |       |  |  |                                                         |  |  |                                          |  |
|                                                              |                                                            | Renato III Borromeo Arese                                 | Giovanni Benedetto Borromeo Arese              |  |  |       |  |  |                                                         |  |  |                                          |  |
|                                                              |                                                            | Renato III Borromeo Arese                                 | Clelia Grillo                                  |  |  |       |  |  |                                                         |  |  |                                          |  |
| Giustina Borromeo Arese d'Angera                             |                                                            | Renato III Borromeo Arese                                 |                                                |  |  |       |  |  |                                                         |  |  |                                          |  |
|                                                              |                                                            | Marianna Erba Odescalchi                                  | Baldassarre Odescalchi, I principe Odescalchi  |  |  |       |  |  |                                                         |  |  |                                          |  |
|                                                              |                                                            | Marianna Erba Odescalchi                                  | Baldassarre Odescalchi, I principe Odescalchi  |  |  |       |  |  |                                                         |  |  |                                          |  |
|                                                              |                                                            | Marianna Erba Odescalchi                                  | Maria Maddalena Borghese                       |  |  |       |  |  |                                                         |  |  |                                          |  |
|                                                              |                                                            | Marianna Erba Odescalchi                                  |                                                |  |  |       |  |  |                                                         |  |  |                                          |  |